# Далце
Далце (словен. Dalce) — поселення в общині Кршко, Споднєпосавський регіон, Словенія. Висота над рівнем моря: 360,4 м.